# Lixheim
 Lixheim  es una comuna y población de Francia, en la región de Lorena, departamento de Mosela, en el distrito de Sarrebourg y cantón de Phalsbourg.
Su población en el censo de 1999 era de 572 habitantes.
Está integrada en la Communauté de communes du Pays de Phalsbourg.

## Historia
Población establecida por Jorge Gustavo del Palatinado-Veldenz, con el fin de acoger hugonotes, en 1623 sería vendida al católico duque Enrique II de Lorena. En 1766 junto con el resto del ducado sería anexada por Francia. 

## Demografía
| 598 | 630 | 651 | 588 | 527 | 572 |
| Para los censos de 1962 a 1999 la población legal corresponde a la población sin duplicidades (Fuente: INSEE [Consultar]) |     |     |     |     |     |